# Morton Prince
Morton Henry Prince, né le 21 décembre 1854 à Boston où il meurt le 31 août 1929, est un neurologue américain qui s'est particulièrement intéressé à la psychopathologie ainsi qu'à l'aspect philosophique du problème corps-esprit.

## Biographie
Morton Prince a d'abord travaillé comme médecin, puis il s'est rapidement spécialisé dans la neurologie et la psychopathologie. Un voyage à Paris au cours duquel il rencontre Jean Martin Charcot l'a fortement impressionné et a peut-être orienté sa vocation. Il s'est démené afin d'établir la psychologie comme discipline clinique et académique. Il est proche des idées européennes, notamment des idées de Pierre Janet sur la dissociation qu'il a popularisées aux États-Unis. En 1906, il contribue à la création du Journal of Abnormal Psychology. En 1927, il fonde la Harvard Psychological Clinic, qui devient un centre de recherche et de formation important.
Prince s’intéresse beaucoup à la suggestion, aux troubles dissociatifs et au trouble de la personnalité multiple dont il publie plusieurs cas, comme le cas Christine Beauchamp, dans The Dissociation of a Personality en 1906. Celle-ci, de son vrai nom Clara Ellen Fowler, était son cas le plus célèbre. Il lui a fait prendre, sous hypnose, plusieurs personnalités successives : sainte, diablesse puérile, etc. Il interprète les psychopathologies selon les théories de Pierre Janet.

## Philosophie
En 1885, Morton Prince publie un ouvrage intitulé The Nature of Mind and Human Automatism (« La nature de l'esprit et l'automatisme humain »), dans lequel il présente une philosophie moniste proche de celle de Schopenhauer et de William Kingdon Clifford et qu'il appelle simplement « matérialisme ». Selon cette variante du matérialisme, opposée au mécanisme, l'essence de la matière − la chose en soi − est identique aux constituants de l'esprit (mind-stuff). 
Prince soutient ainsi une forme de panpsychisme qui identifie l'essence de la matière à quelque chose de l'ordre du psychique. Contre la vision mécaniste du monde, il souhaite rendre compte du lien intime entre la matière et la sensation : « [...] La matière n'est plus la chose morte et privée de sensation qu'elle est censée être habituellement ». L'évolution biologique suggère selon lui elle aussi l'unité de tous les phénomènes. C'est donc l'univers tout entier qui est chez Prince composé de phénomènes mentaux :
« L'univers entier [...] au lieu d'être inerte est constitué de forces vives ; pas véritablement conscientes mais pseudo-conscientes. Il est constitué par les éléments de la conscience. »

## Sources
- Nathan Hale : Freud et les américains : L'Implantation de la psychanalyse aux États-Unis, Éd.: Les Empêcheurs de penser en rond, 2002,  (ISBN 2846710236)
- Murray, H. A. (1956). Morton Prince: sketch of his life and work. Journal of Abnormal and Social Psychology, 52, 291-295.
- White, R. W. (1992 ). Who was Morton Prince? Journal of Abnormal Psychology, 101, 604-606.